# Стегневская
Стегневская — деревня в Каргопольском районе Архангельской области России. Входит в состав Павловского сельского поселения.

## История
В «Списке населенных мест Российской империи», изданном в 1879 году, населённый пункт упомянут как деревня Стегневская (Люцково верхнее) Каргопольского уезда (3-го стана), при речке Воложке, расположенная в 33 верстах от уездного города Каргополя. В деревне насчитывалось 25 дворов и проживало 197 человек (85 мужчин и 112 женщин). Действовали православная часовня и кузница.
По данным 1905 года имелся 41 двор и проживало 252 человека (125 мужчин и 127 женщин). В административном отношении деревня входила в состав Ряговского общества Ряговской волости. Имелось 34 лошади, 115 коров и 268 голов прочего скота.

## География
Деревня находится в юго-западной части Архангельской области, в южной зоне средней тайги, на правом берегу реки Волошки, к югу от автодороги 11Р-002, на расстоянии примерно 28 километров (по прямой) к востоку от города Каргополя, административного центра района. Абсолютная высота — 130 метров над уровнем моря.

### Часовой пояс
Стегневская, как и вся Архангельская область, находится в часовой зоне МСК (московское время). Смещение применяемого времени относительно UTC составляет +3:00.

## Население
| 2002 | 2010 | 2012 |
| ---- | ---- | ---- |
| 35   | ↘13  | ↗21  |

Национальный состав
Согласно результатам переписи 2002 года, в национальной структуре населения русские составляли 100 %.

## Улицы
Уличная сеть деревни состоит из одной улицы (Заречный проезд).